# Equipo Múltiple

## Equipo Múltiple
Equipo Múltiple Sevilla 1969 - 1972 fue un grupo artístico formado por dos teóricos del arte contemporáneo en sus años juveniles, Juan Manuel Bonet (París, 1953) y Quico Rivas (Cuenca, 1953). Coincidieron y se hicieron amigos inseparables en el instituto sevillano Fernando de Herrera durante los años 60. Este dúo creativo tan solo duró cuatro fértiles años. El año 2019 se han celebrado los 50 años de su constitución.

## Historia y huella
Equipo Múltiple, a pesar de la brevedad en el tiempo —tan solo fueron cuatro años— consiguieron dejar huella tanto en el ambiente artístico sevillano como en el madrileño y valenciano, hasta que en 1972 se cerró esa etapa de creatividad plástica para consolidar su actividad crítica individual, como escritores y críticos, iniciada en el suplemento literario de El Correo de Andalucía, y que sería la definitiva apuesta de futuro de ambos como teóricos del arte.
La existencia de Equipo Múltiple durante esos años de frenética actividad estuvo repartida entre la práctica del arte a cuatro manos –convinieron en firmar también como Equipo Múltiple todas las obras ejecutadas en solitario– y la ensayística: en «El Correo de la Artes», suplemento semanal de El Correo de Andalucía, volcaron su vocación de escritores para abrirse camino en la actividad a la que dedicarían desde entonces sus energías. Mediante esas críticas, ensayos y entrevistas que le daban contenido al suplemento sevillano, Bonet y Rivas abonaron el terreno para lo que sería su principal dedicación para el resto de sus vidas: libros, colaboraciones en prensa, prólogos para catálogos y comisariado de exposiciones, aunque con el nuevo siglo Rivas volvió a la actividad pictórica, ya en solitario y con su propio nombre.
Con el paso del tiempo, la aventura juvenil dejó paso a una actividad profesional de primera línea dejando ambos una profunda huella en el arte español.
Rivas falleció en Ronda, Málaga el año 2008 a los 55 años. Bonet ha seguido con su actividad profesional, ensayística y como director de museos. Dirigió el Museo Reina Sofía de Madrid, el IVAM de Valencia y el Instituto Cervantes de París en el año 2012 y posteriormente el Instituto Cervantes, cuya sede central está ubicada en Madrid, de enero de 2017 a julio de 2018.

## Reconocimientos
A lo largo de los años, en Sevilla se han sucedido varias exposiciones conmemorativas en diversas galerías y en el año 2001 el crítico de arte cordobés José Ramón Danvíla publicó una extensa entrevista a los protagonistas, Bonet y Rivas, en el diario Las Provincias de Valencia.
En ese mismo año 2001, tres décadas después de la disolución de Equipo Múltiple, se presentó una selección de sus trabajos en la Galería Sandunga de Granada y en el Colegio Mayor Rector Peset de Valencia.  
El año 2019 se celebró el cincuentenario de la formación de Equipo Múltiple con varias exposiciones. En Sevilla, en la Sala "Santa Clara" con el título "La aventura del Equipo Múltiple y la vanguardia sevillana (1969-1972)". Otra exposición conmemorativa ha sido la comisariada por Pablo Sycet en la sede de Madrid de la galería sevillana Rafael Ortiz, en la que se mostraron los trabajos artísticos de ambos, evidenciando el carácter experimental y lúdico de la aventura emprendida por ellos en tan solo los cuatro años de duración.